# Atletismo nos Jogos Olímpicos de Verão de 1900 - Lançamento de disco masculino
A competição do lançamento de disco masculino fez parte do programa do atletismo nos Jogos Olímpicos de Verão de 1900. Aconteceu nos dias 14 e 15 de julho. 16 atletas de oito países competiram.

## Medalhistas
| Ouro   | HUN Rudolf Bauer        |
| Prata  | BOH František Janda-Suk |
| Bronze | USA Richard Sheldon     |

## Resultados

### Qualificação
| Pos. | Atleta                         | Distância |
| ---- | ------------------------------ | --------- |
| 1    | HUN Rudolf Bauer               | 36.04 m   |
| 2    | BOH František Janda-Suk        | 35.04 m   |
| 3    | USA Richard Sheldon            | 34.10 m   |
| 4    | GRE Panagiotis Paraskevopoulos | 34.04 m   |
| 5    | HUN Rezső Crettier             | 33.65 m   |
| 6    | SWE Gustaf Söderström          | 33.07 m   |
| 7    | USA John Flanagan              | 33.00 m   |
| 8    | SWE Erik Lemming               | 32.50 m   |
| 8    | DEN Charles Winckler           | 32.50 m   |
| 10   | USA Josiah McCracken           | 32.00 m   |
| 11   | HUN Artúr Coray                | 31.00 m   |
| 11   | GBR Launceston Elliot          | 31.00 m   |
| 13   | FRA Émile Gontier              | 30.00 m   |
| 14   | HUN Gyula Strausz              | 29.80 m   |
| —    | USA Robert Garrett             | NM        |
| —    | USA Truxtun Hare               | NM        |

### Final
Os resultados da classificação ainda valeram na final. Nenhuma mudança de posição ocorreu na final.
| Pos. | Atleta                         | Distância    | Qual.   |
| ---- | ------------------------------ | ------------ | ------- |
|      | HUN Rudolf Bauer               | Desconhecido | 36.04 m |
|      | BOH František Janda-Suk        | 35.14 m      | 35.04 m |
|      | USA Richard Sheldon            | 34.60 m      | 34.10 m |
| 4    | GRE Panagiotis Paraskevopoulos | 34.50 m      | 34.04 m |
| 5    | HUN Rezső Crettier             | Desconhecido | 33.65 m |

- NM: Sem marca (no mark)